# Поштово-телеграфна контора (Херсон)
Поштово-телеграфна контора - установа зв'язку, відкрита у Херсоні в першій половині XIX ст.
Поштові й телеграфні контори й відділення в Російській імперії були засновані згідно з наказом Сенату від 22 жовтня 1830 року «Про новий устрій поштової частини». Херсонська контора входила до Одеського поштового округу і перебувала у віданні поштового департаменту сенату, а з 1885 року — Одеського поштово-телеграфного округу та Міністерства внутрішніх справ.
Поштова контора приймала та відправляла закриті й відкриті листи, бандеролі, рекомендовану кореспонденцію, грошові пакети, посилки, доставляла страхову кореспонденцію на будинок, здійснювала переказ грошей поштою і телеграфом, розсилала періодичні видання, продавала поштові марки і штемпельні конверти. Поштові операції не проводилися у дні Нового року, Великодня, Св. Трійці, Благовіщення, коронування Їх Імператорських Величностей, тезоіменитства Государя Імператора та в день Різдва Христового.

Пошта й телеграф у Херсоні, 1908 р.

У 1911 році в Херсоні було 24 поштових скриньок, встановлених в поштово-телеграфній конторі, міській поліції, в будинку губернатора, в Одеському готелі, в губернській та повітовій земських управах, в богоугодному закладі, державному банку, на заводі Вадона та у деяких великих магазинах. Пошта виймалася з ящиків три рази на день з 6 години ранку до 11 години вечора, а в поштово-телеграфній конторі — щогодини.
Ймовірно, будинок для міської поштової контори було збудовано в 1830 році. У його архітектурі були використані кільові арки у віконних прорізах як елементи татарської архітектури, специфічної для Північного Причорномор'я. До цього херсонська пошта знаходилася на вулиці Суворовській, в будинку, де жив Джон Говард, а ще раніше — на Ерделіївській, в будинку адмірала Сенявіна. Після введення в дію в 1862 році херсонського телеграфу контора стала називатися поштово-телеграфною. Телеграми приймалися як на урядових, так і на залізничних телеграфних станціях щодня, не виключаючи свят, в призначені години. Наприкінці 1902 року в будівлі поштово-телеграфної контори за проектом та під керівництвом одеського інженера-електрика Е. О. Бухгейма була побудована перша в Україні громадянська радіотелеграфна станція, яка зв'язала Херсон з Голою Пристанню. На станції був використаний радіоприймач системи Попова-Дюкрете зразка 1901 року, однак через несумісність апаратів різних систем на початку 1907 року станцію демонтували. Саме тут на початку XX ст. деякий час знаходилася телефонна станція (1904 рік).
У 1923 р. поштова контора отримала назву — "Херсонське поштово-телеграфне підприємство 2-го розряду" (народного зв'язку) "Преднарсвязь". До 1973 р. в будівлі розміщувався Херсонський головпоштамт. В даний час — 25-е відділення зв'язку і Комсомольське відділення Державного спеціалізованого комерційного ощадного банку України (вул. Театральна, 54).